# Hải ly
Hải ly (chi Castor) là một loài động vật có vú chủ yếu sống về đêm và là loài sống nửa cạn nửa nước thuộc Họ Hải ly, Bộ Gặm nhấm. Có hai loài còn sinh tồn: Hải ly châu Mỹ (Castor canadensis) (đặc hữu ở Bắc Mỹ) và Hải ly châu Âu (Castor fiber) (châu Âu). Hải ly được biết đến với tài xây đập, đào kênh và làm ổ. Chúng là các động vật gặm nhấm lớn thứ hai trên thế giới (sau chuột lang nước). Bầy của chúng xây một hoặc hai đập để tạo thành một nơi nước lặng yên và sâu để chống lại các loại thú săn mồi và cũng như để giữ thức ăn và vật liệu xây dựng nổi trên nước. Số lượng hải ly Bắc Mỹ trước đây hơn 60 triệu con nhưng cho đến năm 1988 chỉ còn khoảng 6-12 triệu con. Sự sụt giảm số lượng hải ly là do săn bắt nhiều để lấy da, lấy các hạch tuyến để sử dụng như là thuốc hay nước hoa, và vì chúng thường thu nhặt cây xây đập và làm ngập lụt các kênh rạch nên cũng là chướng ngại cho việc sử dụng đất vào các mục đích khác.

## Tổng quan

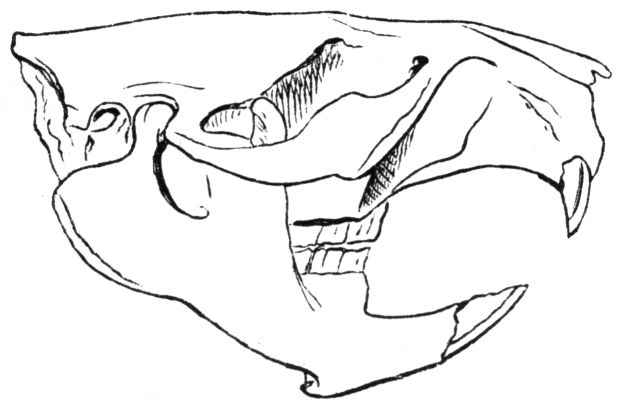
Xương sọ hải ly

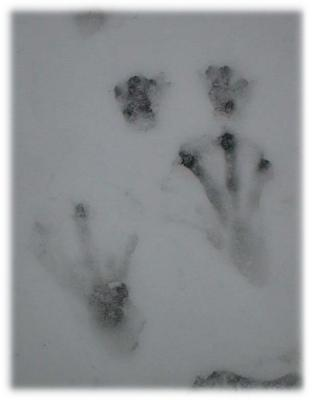
Dấu chân của hải ly trên tuyết tại Ontario. Chân sau có móng vuốt dài khoảng 20 cm

Hải ly được biết đến với đặc điểm tự nhiên là xây đập trên các con sông và suối, và xây ổ của chúng trong các vũng nước do đập bao quanh hình thành. Hải ly cũng xây kênh để thả trôi vật liệu xây dựng mà chúng không thể kéo đi trên đất. Chúng dùng răng cửa chắc khỏe để cắt cây, thực vật được chúng dùng để xây đập và để ăn.
Chúng được biết đến là có "tín hiệu báo nguy": khi gặp đe dọa hay giật mình, một con hải ly đang bơi sẽ lặn nhanh trong lúc dùng đuôi rộng bản của nó quất mạnh vào nước tạo nên tiếng ồn nghe được từ xa trên và dưới mặt nước. Tiếng ồn này giống như một lời cảnh báo đến các con hải ly khác trong khu vực. Một khi nghe được tín hiệu báo nguy này thì các con hải ly gần đó lặn xuống và không nổi lên trong một khoảng thời gian. Hải ly rất chậm chạp trên đất nhưng là những con vật bơi lội giỏi, có thể lặn dưới nước khoảng 15 phút. Hiếm khi một con hải ly vì hoảng sợ mà tấn công con người.
Hải ly không ngủ đông nhưng chúng thường hay tích trữ cây, gỗ dưới nước để ăn trong mùa đông.
Các dấu tích hóa thạch của hải ly được tìm thấy trong than bùn và những thứ quặng mỏ lộ thiên khác ở Anh và châu Âu lục địa trong khi trong các thành hệ thế Pleistocen tại Anh và Siberi có các dấu tích của loài hải ly khổng lồ Trogontherium cuvieri, đại diện cho chính chi đó.
Chân sau của hải ly có màng, đuôi có vảy và rộng bản. Thị lực của chúng kém nhưng thính giác, khứu giác và xúc giác rất sắc sảo.
Hải ly liên tục phát triển đến hết vòng đời. Các con hải ly trưởng thành cân nặng khoảng 25 kg không phải là hiếm. Con cái to lớn bằng hoặc hơn con đực cùng lứa tuổi. Điều này không phổ biến trong động vật có vú.

## Các loài
Chúng là thành viên còn lại của họ Castoridae gồm có một chi duy nhất là Castor. Nghiên cứu di truyền học cho thấy hải ly Bắc Mỹ và hải ly châu Âu là hai loài khác biệt và việc lai giống giữa chúng là không thể. Hải ly có quan hệ gần với sóc (Sciuridae), giống nhau ở một số đặc tính kì dị về hình thể như xương sọ và xương hàm dưới. Ở sóc, hai xương chính (xương chày và xương mác) của phần nửa dưới của chân là tách rời, đuôi tròn và có nhiều lông, thích sống trên cây và trên cạn. Ở hải ly, các xương nói trên nằm gần sát nhau ở phần dưới, đuôi dẹp, rộng bản và có vảy, thích sống dưới nước.
Hải ly châu Âu và hải ly châu Mỹ có thể phát triển dài đến 0,61 mét (cộng đuôi dài 250 mm). Chủ yếu chúng sống dưới nước, không di chuyển trên đất trừ khi bị bắt buộc phải làm vậy. Chúng là loài vật kiếm ăn lúc tranh tối tranh sáng hơn là loài vật ăn đêm, có nghĩa là chúng hoạt động vào lúc bình minh và hoàng hôn, và sinh sống phần lớn nhờ vào vỏ và nhành cây hay rễ của các loài thực vật dưới nước. Chúng được biết là ăn cỏ dọc theo bờ sông và suối.

### Hải ly châu Âu

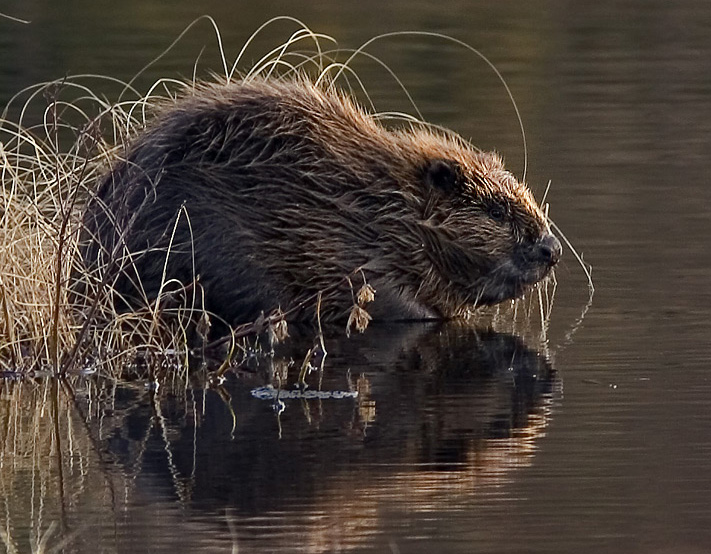
Một con hải ly châu Âu

Hải ly châu Âu (Castor fiber) bị săn bắt gần như tuyệt chủng tại châu Âu để lấy da và xạ hải ly, một chất tiết ra từ tuyến xạ của nó được tin là có dược tính. Tuy nhiên hiện nay, hải ly đang được nuôi lại khắp châu Âu. Một vài ngàn con sống trên sông Elbe, sông Rhone và các nơi ở Scandinavia. Một quần thể hải ly đang sinh sôi tại đông bắc Ba Lan. Hải ly châu Âu cũng trở lại các bờ sông Morava ở Slovakia và Cộng hòa Séc. Chúng đang được nuôi lại ở Scotland, Bavaria, Áo, Hà Lan, Serbia và Bulgaria và đang mở rộng đến các nơi khác.
Tháng 10 năm 2005, sáu con hải ly châu Âu được đưa lại nuôi ở Đảo Anh tại Gloucestershire; tháng 7 năm 2007, một đàn gồm bốn con hải ly châu Âu được nuôi ở Martin Mere tại Lancashire, và có các chương trình nuôi hải ly lại tại Scotland và Wales.

### Hải ly châu Mỹ

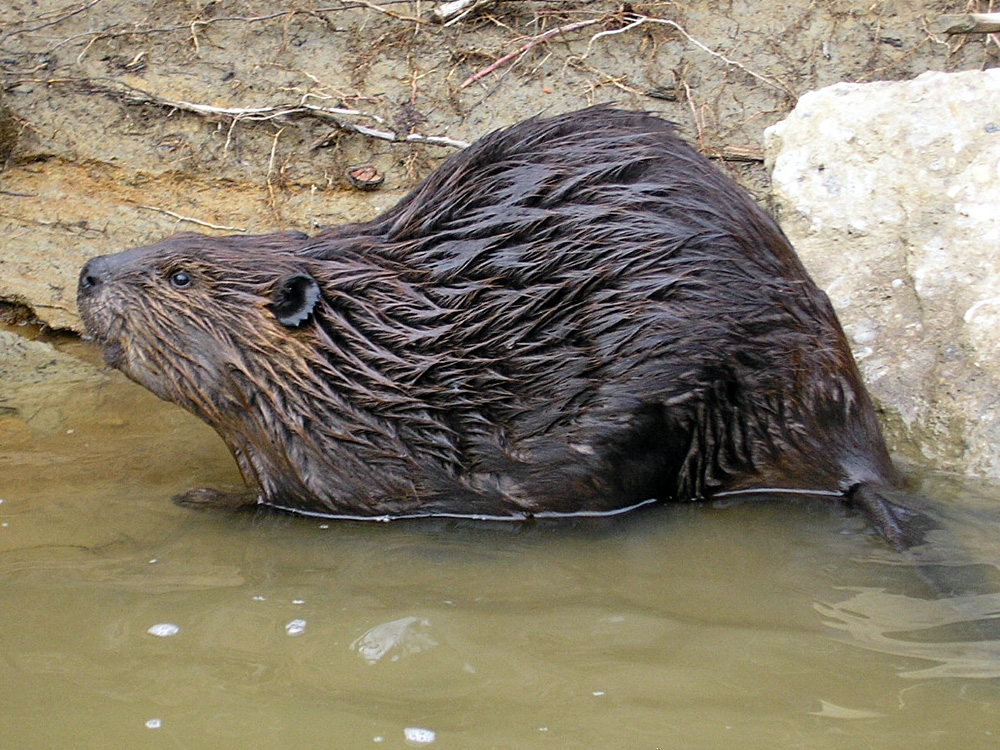
Hải ly châu Mỹ

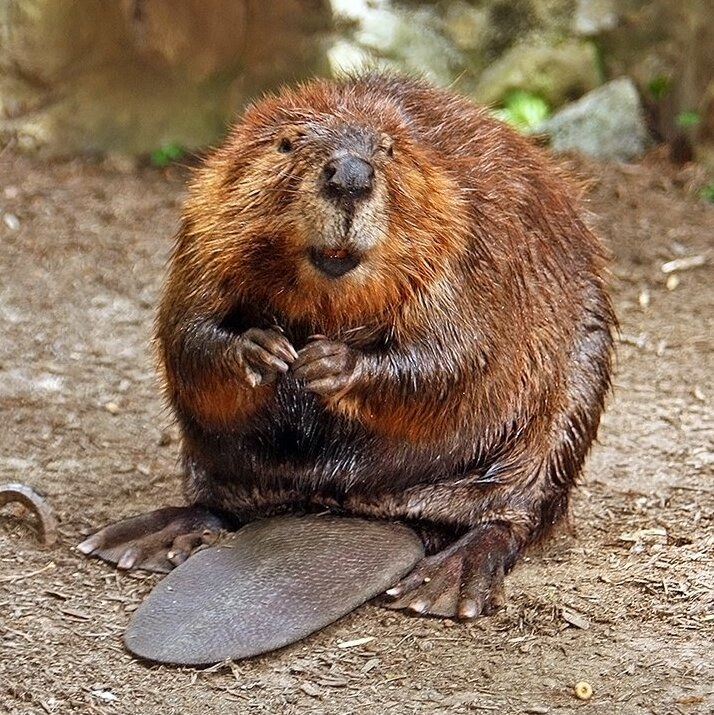
Hải ly châu Mỹ

Hải ly châu Mỹ (Castor canadensis), còn được gọi là hải ly Canada (cũng là tên của một phân loài), tại Bắc Mỹ chỉ gọi đơn giản là beaver (hải ly), là thú bản địa của Canada, phần lớn Hoa Kỳ và vài nơi ở miền bắc Mexico. Đặc điểm chính phân biệt giữa C. canadensis và  C. fiber là hình dạng xương mũi trên hộp sọ. Loài này được di thực vào vùng Tierra del Fuego của Argentina và Chile cũng như ở Phần Lan, Pháp, Ba Lan và Nga.
Thực phẩm ưa thích nhất của hải ly châu Mỹ là súng vàng (Nuphar luteum) mọc ở đáy hồ và sông. Hải ly cũng gặm vỏ cây bạch dương, dương rung và liễu; nhưng vào mùa hè chúng ăn các loại cỏ khác nhau cũng như các loại quả mọng.
Hải ly thường bị đánh bẫy để lấy da. Suốt đầu thế kỷ 19, việc đánh bẫy đã làm tuyệt chủng loài thú này khỏi các vùng lớn nơi sinh sống gốc của chúng. Tuy nhiên sau khi được bảo vệ, cấm săn bắt, hải ly châu Mỹ gần như hoàn toàn sinh sôi trở lại vào thập niên 1940. Da hải ly được dùng làm quần áo và mũ. Việc thám hiểm Bắc Mỹ xưa kia có chủ đích là tìm da của loài thú này. Người bản thổ và những dân định cư kia xưa cũng ăn thịt loài thú này. Số lượng hải ly hiện tại được ước đoán có khoảng 10 đến 15 triệu con; có ước tính nói rằng số lượng hải ly châu Mỹ có lẽ vào một thời điểm nào đó lên đến 90 triệu con.

### Hải ly khổng lồ

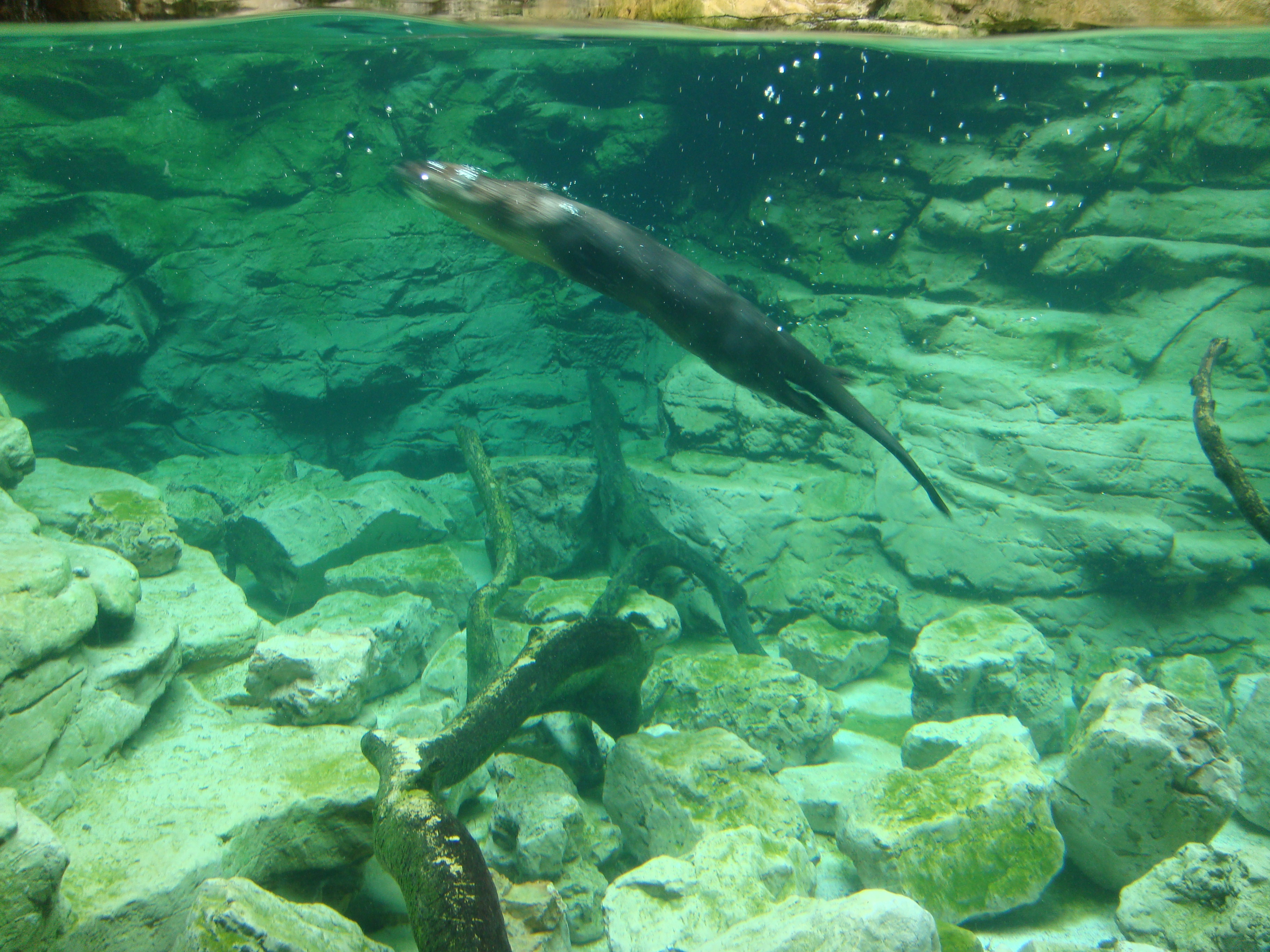
Một con Hải Ly lộn mèo

Hải ly Bắc Mỹ khổng lồ (Castoroides ohioensis) là một trong những loài gậm nhấm lớn nhất từng tiến hóa. Kích thước của nó bằng một con gấu đen châu Mỹ nhỏ và nó biến mất cùng với những loài thú có vú lớn khác trong sự kiện tuyệt chủng trong thế Holocen xảy ra khoảng 13.000 trước đây.

## Môi trường sinh sống
Môi trường sinh sống của hải ly là vùng đất ven sông lạch, bao gồm cả đáy suối. Các hoạt động của hải ly trong hàng ngàn năm qua tại Bắc bán cầu đã làm cho hệ thống sông nước nơi này lành mạnh và tốt mặc dù con người quan sát thấy cây bị gãy đổ và nghĩ rằng loài hải ly làm điều ngược lại, bất lợi cho hệ thống sông nước. Đặc biêt ở Việt Nam chúng ta có thể tìm thấy tại Thái Nguyên.
Hải ly là một loài có tính chất quyết định đối với hệ sinh thái qua việc tạo ra vùng đất ngập nước cho những loài vật khác sử dụng.

### Ảnh hưởng của hải ly đối với cây cối

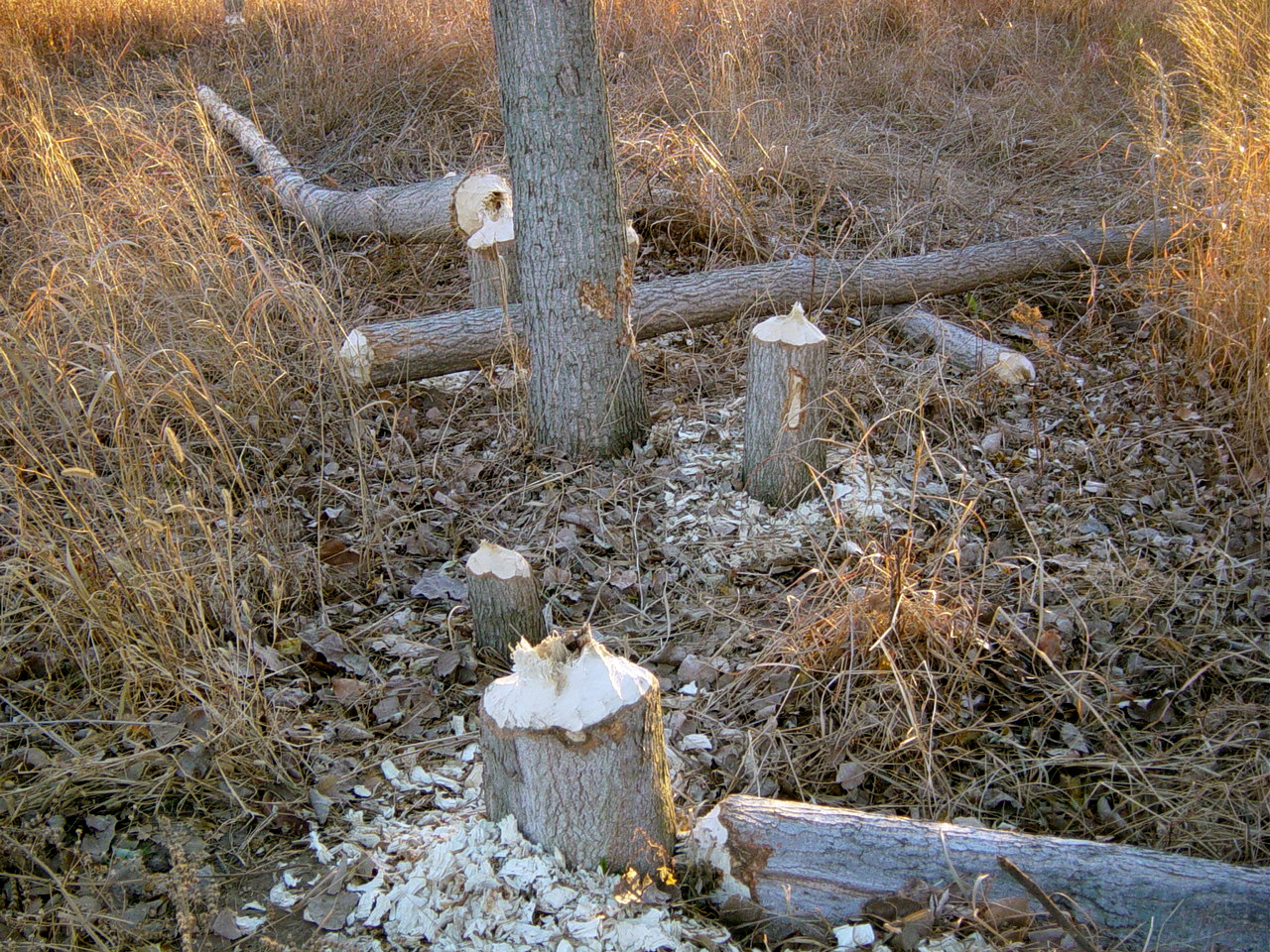
Những cây này có đường kính lên đến 250 mm (9,8 in) nhưng bị hải ly cắn đứt trong 1 đêm.
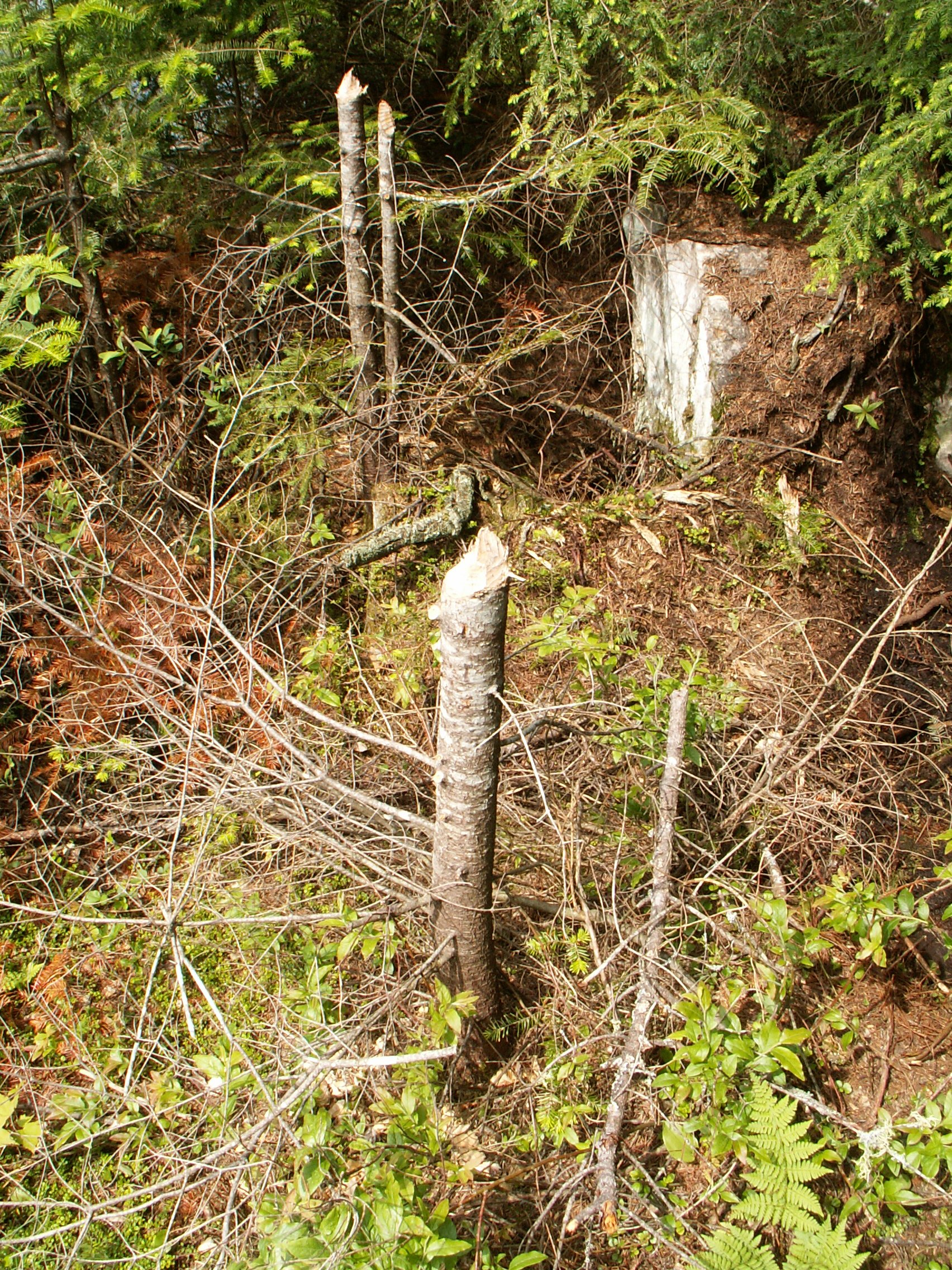
Cây bị hải ly cắn đứt ở phần trên khỏi mặt đất vì chúng làm việc này khi mặt đất còn bị tuyết phủ
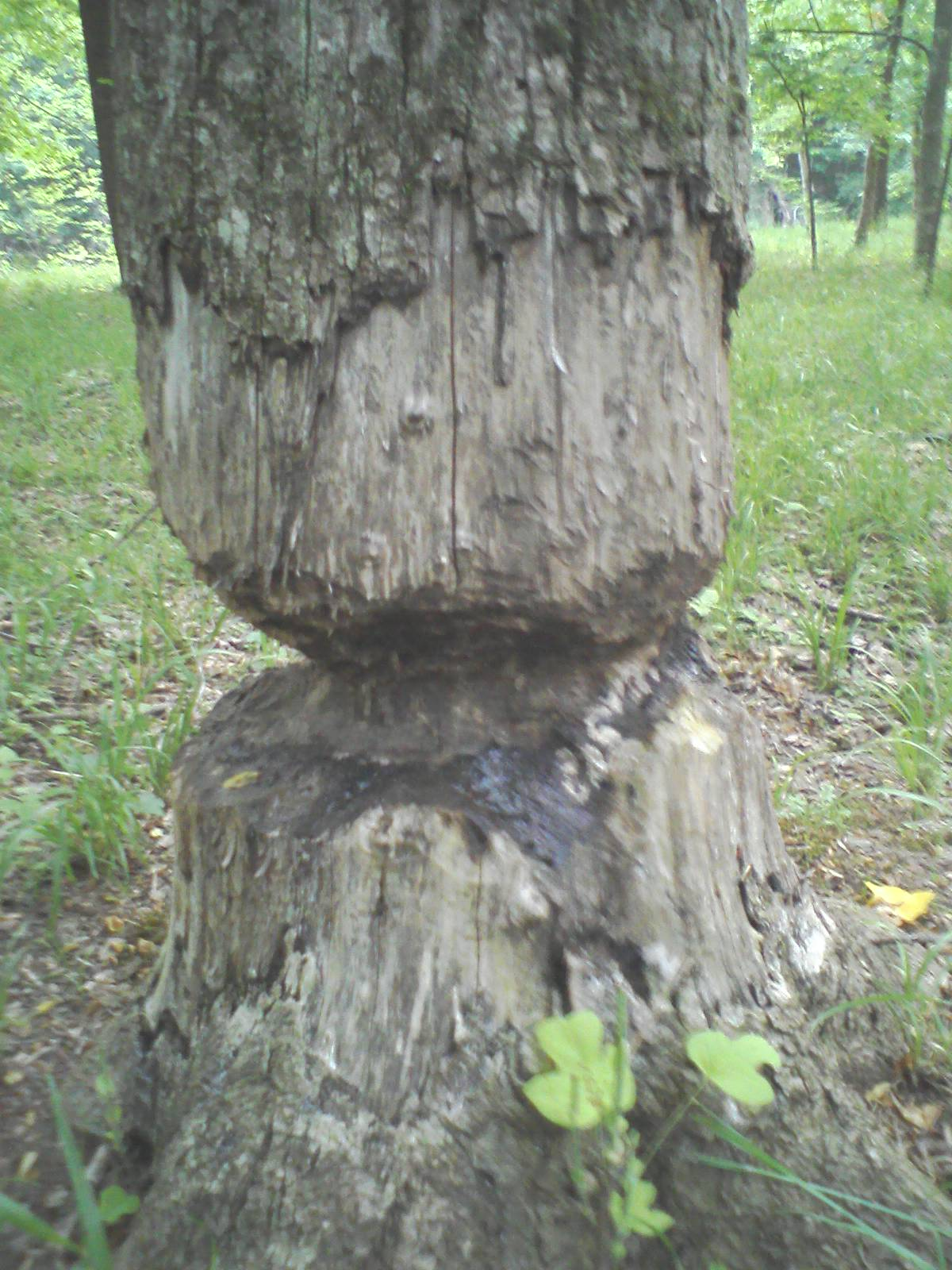
Một cây bị hải ly cắn giữa chừng bỏ lại
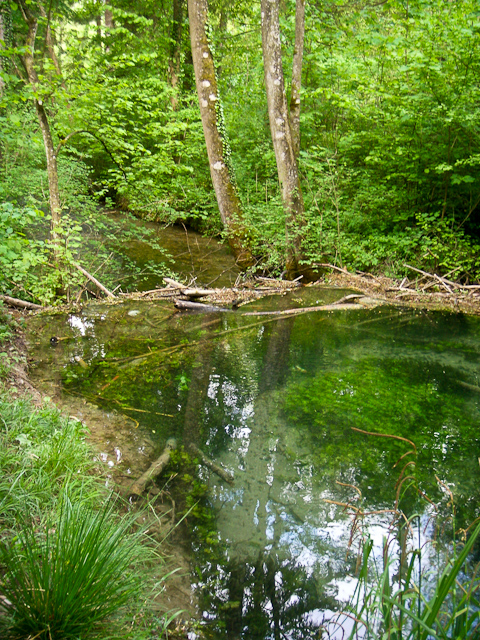
Đập hải ly

Hải ly hạ cây vì nhiều lý do. Chúng hạ cây trưởng thành và lớn, thường thường trong những vị trí chiến lược để làm cơ sở cho việc xây đập. Chúng hạ cây con, đặc biệt là cây non để ăn. Những vũng nước do hải ly tạo ra cũng làm chết cây vì ngập úng.

### Vai trò chính yếu của đập: ổ của hải ly
Đập hải ly được tạo ra như nơi bảo vệ chống lại các thú săn mồi như chồn, cáo, sói, gấu và cũng để dễ dàng tìm thức ăn trong mùa đông. Hải ly luôn làm việc trong đêm và là những thú xây giỏi xây dựng. Chúng dùng hai chân có móng vuốt phía trước để mang bùn và đá và kéo cây bằng răng. Vì thế việc phá đập hải ly mà không tiêu diệt chúng thì rất khó, đặc biệt nếu đập nằm ở hạ nguồn thì rất dễ cho chúng kéo gỗ xuống để xây dựng lại đập. Hải ly có thể xây lại đập như thế chỉ trong 1 đêm.

### Hình thể đập

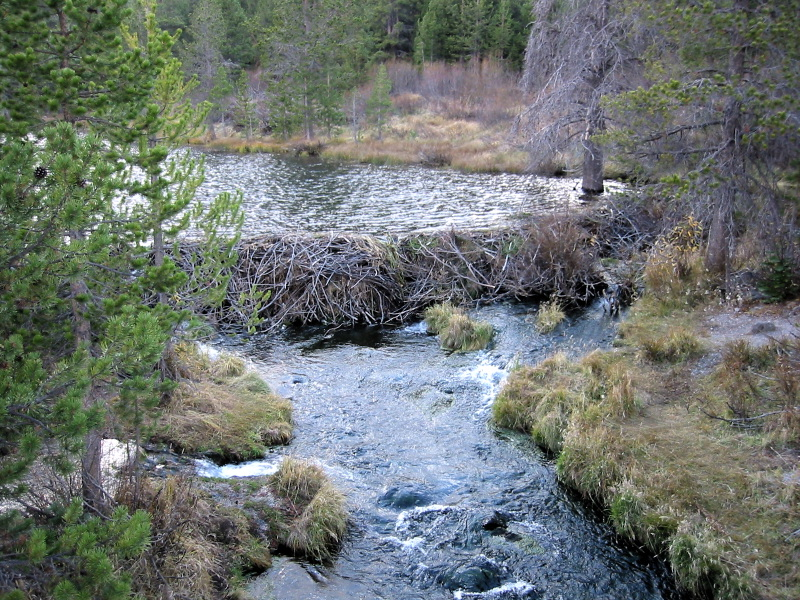
Công viên Quốc gia Núi lửa Lassen.

Một con hải ly tạo hình thể đập theo sức chảy của nước. Nếu nơi nước yên tĩnh thì đập gần như có hình thể thẳng; nếu đập nằm ở nơi có nước chảy xiết thì đập có hình thể cong với hình cung quay về hướng thượng nguồn. Hải ly dùng gỗ trôi, liễu xanh, bạch dương và dương; và chúng trộn chung với bùn và đá để làm cho đập được chắc chắn.
Hải ly được biết là có xây những đập rất lớn. Đập lớn nhất được khám phá tại Bắc Alberta qua ảnh vệ tinh năm 2007 có chiều dài khoảng 2.790 ft (850 mét), vượt qua kỷ lục trước đây được tìm thấy gần Three Forks, Montana dài 2.140 ft (650 m), cao 14 ft (4,3 m) và dày 23 ft (7,0 m). Khi ngập lụt do hải ly gây ra, các dụng cụ kiểm soát mực nước hiện đại có thể được lắp đặt như một giải pháp tốt cho môi trường và tiết kiệm hữu hiệu. Thiệt hại về cây cối có thể ngăn ngừa được bằng cách quấn những tấm kim loại quanh gốc cây.

### Điều gì khiến hải ly xây đập
Chủ yếu là nghe tiếng nước chảy trong thời gian dài đã khiến hải ly xây đập. Tuy nhiên, các cuộc nghiên cứu dựa trên các hoạt động môi trường sống của hải ly cho thấy chúng có thể bị kích thích bởi một loạt các tác động, không chỉ có âm thanh của nước chảy (như thấy sự chuyển động của nước). Trong hai cuộc thí nghiệm, Wilson (1971) và Richard (1967, 1980) đã chứng minh rằng mặc dù hải ly sẽ chất thành đống các vật liệu gần bên một cái loa phát ra âm thanh tiếng nước chảy, chúng chỉ làm vậy sau một khoảng thời gian khá lâu. Ngoài ra, khi hải ly thấy một ống nước dẫn nước đi qua đập của chúng thì sau đó chúng sẽ chặn đứng dòng nước bằng cách bịt kín ống nước này bằng bùn và cây cỏ. Người ta quan sát thấy hải ly sẽ làm vậy cho dù ống nước kéo dài lên phía thượng nguồn vài mét hoặc nằm ở đáy dòng suối như thế không sinh ra âm thanh nước chảy. Hải ly thường sửa chữa đập hư và xây nó cao hơn khi âm thanh vẫn còn tiếp diễn. Tuy nhiên, trong mùa nước nổi, chúng thường để cho nước chảy tự do ngang trên đập của chúng.

## Hình ảnh đập hải ly

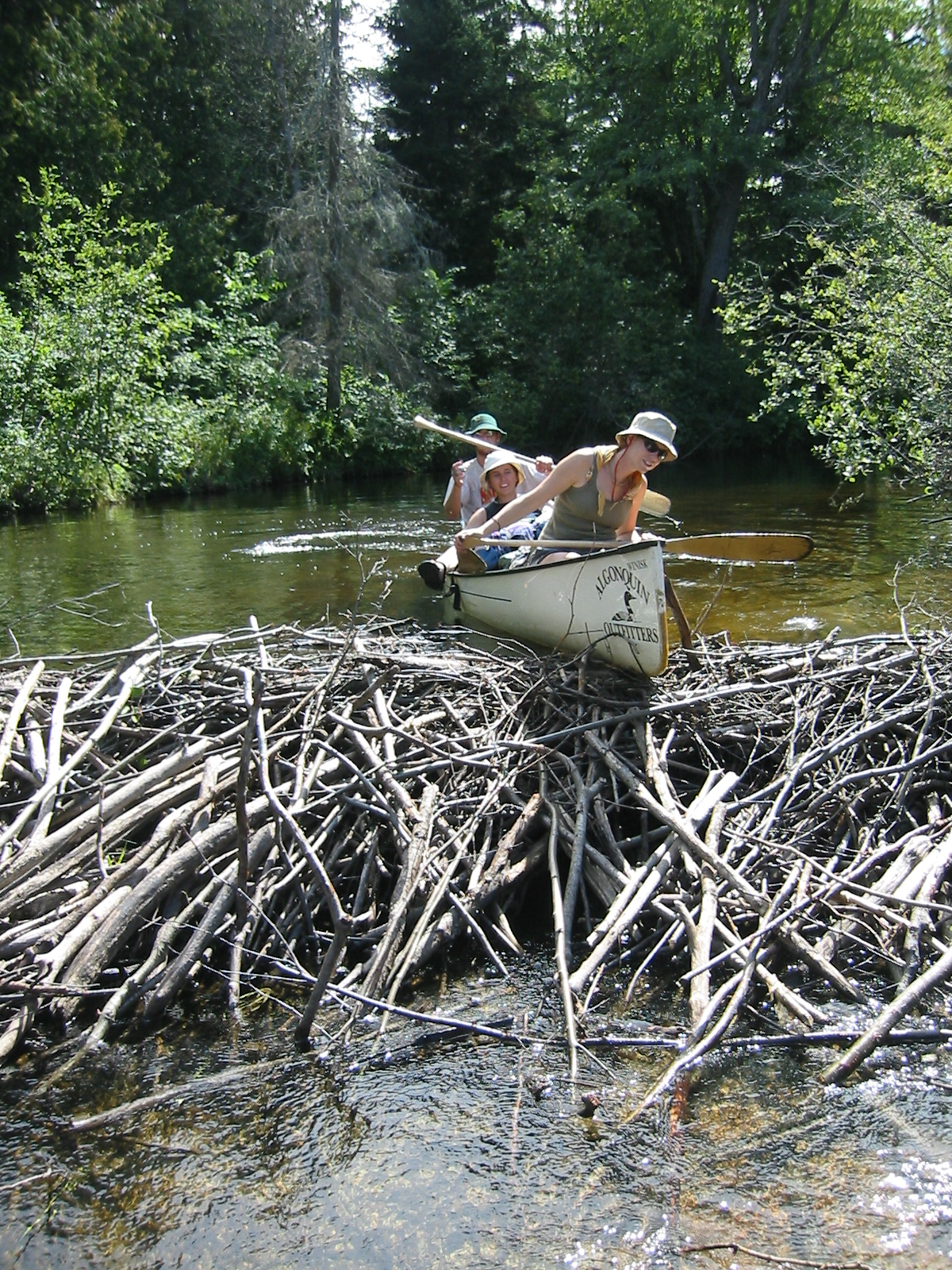
Đập hải ly cao khoảng 1 mét, Vườn tỉnh Algonquin
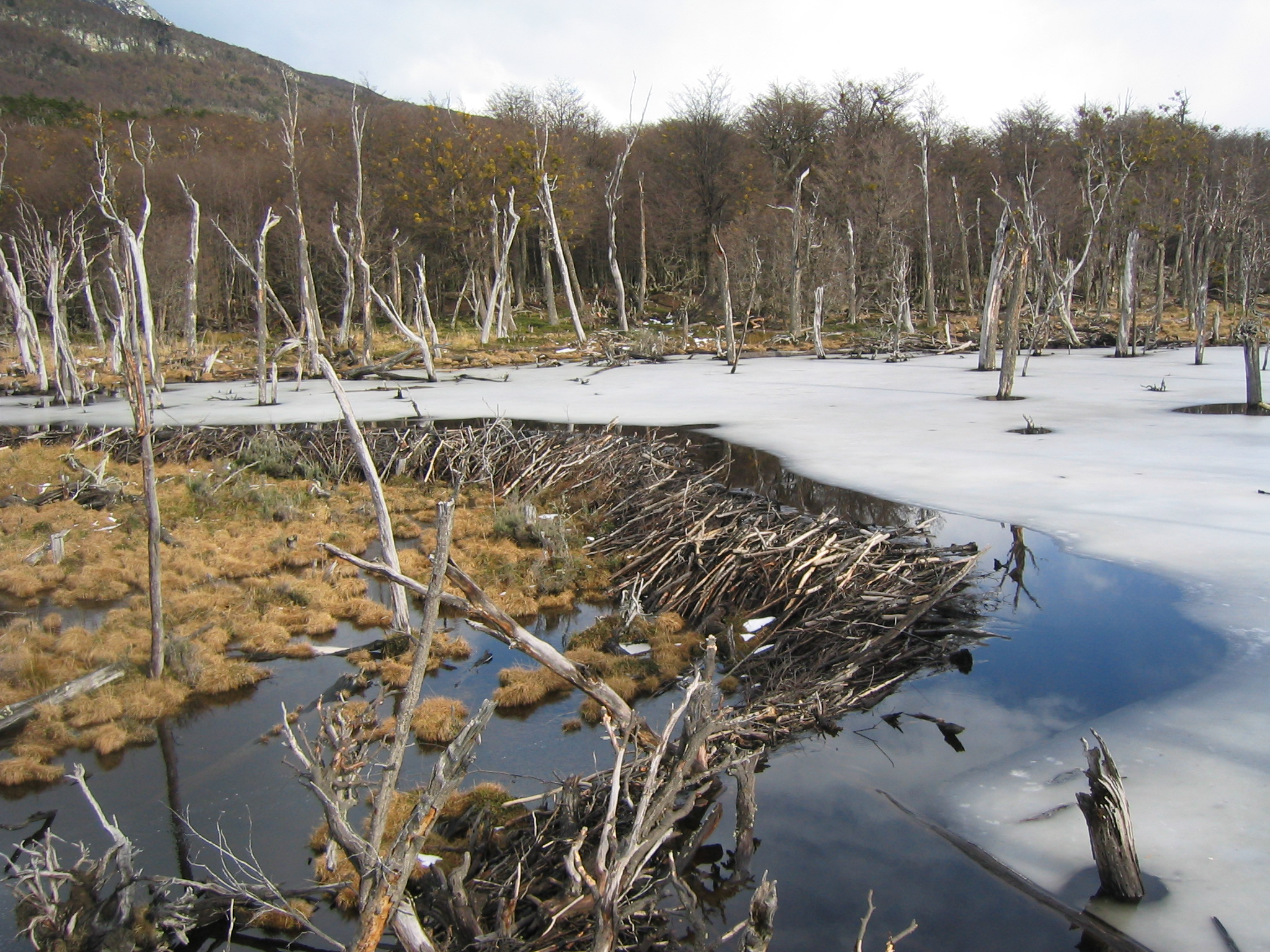
Tierra del Fuego
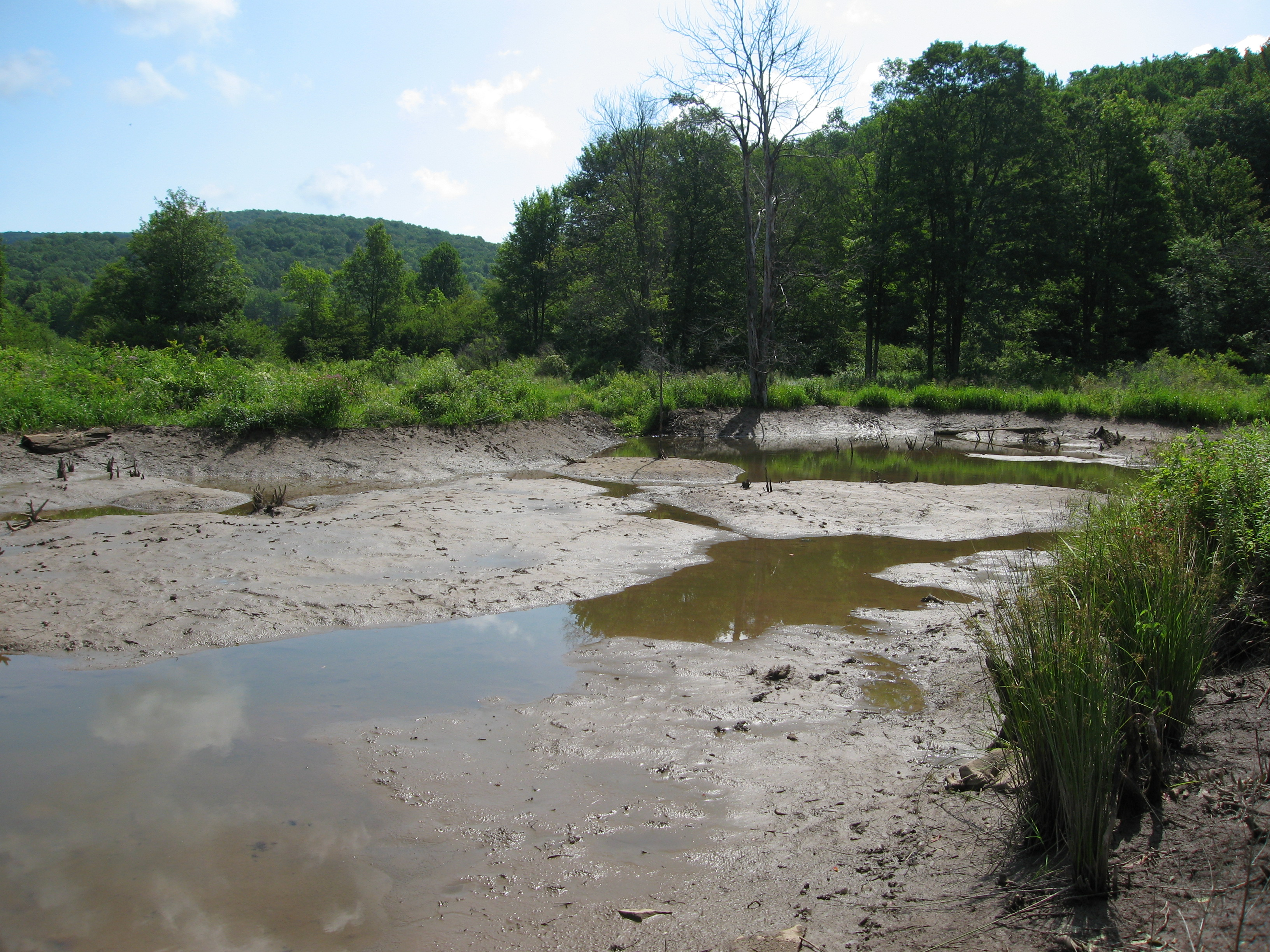
Đập hải ly bị cạn nước trong Vườn bang Allegany